# Luidia gymnochora
Luidia gymnochora är en sjöstjärneart som beskrevs av Fisher 1913. Luidia gymnochora ingår i släktet Luidia och familjen sprödsjöstjärnor.
Artens utbredningsområde är Filippinerna. Inga underarter finns listade i Catalogue of Life.